# Philodromus molarius
Philodromus molarius là một loài nhện trong họ Philodromidae.
Loài này thuộc chi Philodromus. Philodromus molarius được Ludwig Carl Christian Koch miêu tả năm 1879.